# مایکل برکر
مایکل برکر (انگلیسی: Michael Brecker; ۲۹ مارس ۱۹۴۹ – ۱۳ ژانویهٔ ۲۰۰۷) موسیقی‌دان، آهنگساز اهل ایالات متحده آمریکا بود. وی بین سال‌های ۱۹۶۹ تا ۲۰۰۶ میلادی فعالیت می‌کرد.
برکر در طول دوران فعالیت حرفه‌ای خود در مجموع ۱۵ جایزه گرمی به عنوان نوازنده و آهنگساز دریافت کرد. او در سال ۲۰۰۴ از کالج موسیقی برکلی دکترای افتخاری دریافت کرد.